# Разбєжкіна Марина Олександрівна
Разбєжкіна Марина Олександрівна (рос. Марина Разбежкина; нар. 17 липня 1948, Казань, СРСР) — російський кінорежисер і сценарист.

## Біографія
У липні 2016 року входила до складу журі Європейського документального конкурсу на 7-му Одеському міжнародному кінофестивалі.

## Громадська позиція
У 2018 підтримала звернення Європейської кіноакадемії на захист ув'язненого у Росії українського режисера Олега Сенцова

## Фільмографія
- 1990 — Буря млою (документальний)
- 1990 — Будинок (документальний)
- 1990 — І возлюби його в серці своєму (документальний)
- 1990 — Танцплощадка (документальний)
- 1991 — Кінець шляху (документальний)
- 1991 — Концерт за заявками (документальний)
- 1991 — Успіння (документальний)
- 1994 — Людина грає на трубі (документальний)
- 1995 — Дивна свобода буття (документальний)
- 1997 — Спадкоємці Раю (документальний, відео)
- 1998 — Тетяна Шмига (документальний, відео)
- 1999 — Сабантуй (цикл «Сто фільмів про Москву») (документальний, відео)
- 1999 — Слов'янські танці (цикл «Сто фільмів про Москву») (документальний, відео)
- 2000 — 24 години з життя провінції (документальний, відео, серіал)
- 2000 — Відчуваю, пора прощатися (цикл «Сто фільмів про Москву») (документальний, відео)
- 2001 — Війна і мир. Фрагменти (документальний, відео)
- 2001 — Геннадій Айгі (документальний, відео)
- 2001 — Життя — чобіток непарний (документальний, відео)
- 2001 — Підземка (в циклі Сто фільмів про Москву) (документальний, відео)
- 2001 — Хочеться співати (документальний)
- 2002 — Просто життя (документальний)
- 2002 — Оглядовий майданчик (документальний, відео)
- 2003 — Історія моєї родини (документальний, телевізійний серіал)
- 2003 — Марсель Марсо (документальний, відео)
- 2004 — Час жнив (Росія)
- 2004 — Чужа країна (документальний, відео)
- 2005 — Канікули (документальний, відео)
- 2007 — Яр (Росія)